# 進め!青函連絡船
『進め!青函連絡船』（すすめ!せいかんれんらくせん）は、2016年9月21日のNHK青森放送局の青森発地域ドラマとして、NHK BSプレミアムにて放送されたテレビドラマ。原作・脚本は畑澤聖悟。

## あらすじ
八甲田山の麓にあるラーメン屋「海峡ラーメン」で店主を務める服部徹。ある日徹の店に怪しげなカウンセラーの明、孫娘のゆみ、そして認知症を患っているという老人の3人が訪れる。認知症になった祖父の記憶を取り戻すため、祖父の思い出の鍵となる海峡ラーメンを食べさせに来たという。明は老人のために、青森港で展示されている元国鉄連絡船・八甲田丸の船上で、ラーメンを作ってほしいと徹に頼みこむ。過去に置き忘れた後悔が、徹を八甲田丸の厨房へ向かわせた。しかし、明の正体はトレジャーハンターで、その老人だけが知る「津軽海峡の宝」を発掘することだった。その目的とは・・？

## キャスト
服部徹
演 - 吉田栄作
八甲田山の麓で寂れたラーメン屋「海峡ラーメン」を経営する49歳の男。かつて国鉄青函連絡船で名物となっていた海峡ラーメンへの思い入れを持つも、その情熱を失いつつある。
田村テル
演 - 木野花
「海峡ラーメン」のオーナー。夫が店主をしている時から店を支え、現店主の徹に叱咤激励する。
船橋ゆみ
演 - 田畑智子
源太郎が入所する施設の介護ヘルパー。源太郎から宝の情報を聞き明を呼び寄せ、幼い頃から明に思いを寄せ続ける。
砂小瀬明
演 - 大西信満
ゆみの幼馴染のトレジャーハンター。ゆみから宝の情報を聞き、源太郎に津軽海峡の宝のありかを思いださせるために奔走する。
原田静香
演 - 水崎綾女
青森市役所観光課の職員。八甲田丸復活の依頼に協力し、持ち前の情熱で協力者を集める。
折笠源太郎
演 - 平泉成
介護施設に入所する老人。「津軽海峡の宝」を唯一知る人物。

## 放送時間
- 2016年9月21日 22:00 - 23:00（BSプレミアム）

再放送
- 2016年11月3日 15:00 - 16:00（BSプレミアム）
- 2017年4月22日 17:00 - 18:00（NHK総合 北海道・東北エリア）

## 関連番組
- クローズアップあおもり「思い出の青函連絡船」（2016年9月9日 NHK青森ローカル 19:30 - 20:00）
  - ドラマ放送に先立ち青森局で視聴者から募集した連絡船の思い出エピソードを紹介。
  - 再放送
    - BSプレミアム 2016年9月21日 19:00 - 19:30
    - NHK総合北海道・東北エリア 2017年4月22日 16:30 - 17:00（前後に増子有人青森局アナウンサーによる案内映像を挿入）
- 青森発地域ドラマ「進め！青函連絡船」メイキング「青函連絡船 復活の日」（2016年9月16日 NHK青森ローカル20:00 - 20:43）
  - メモリアルシップ八甲田丸でのセット設営などのメイキングシーンに密着。
  - 再放送
    - BSプレミアム 2016年9月19日 15:25 - 16:10
    - NHK総合全国放送 2016年9月21日 14:05 - 14:54（スタジオパークからこんにちは第2部内）
    - NHK総合青森エリア 2017年4月15日 16:05 - 16:50